# Jacob Marcus (Nederlands ondernemer)
Jacob Marcus (Amsterdam, gedoopt 30 juli 1702 - aldaar, begraven 14 april 1750) was een Nederlands koopman en verzamelaar van oudheden, oude boeken en handschriften.

## Leven
Jacob Marcus deed op 15 januari 1727 als ingezetene zijn poortereed van Amsterdam. Hij kwam voort uit een koopmansgeslacht, dat veel belangstelling aan de dag legde voor het verzamelen van oudheden. Zijn grootvader Jacobus Marcus is bekend van zijn uitgave Deliciae Batavicae (Leiden 1618), een plaatwerk met stadsgezichten. Ook Jacob Marcus zelf bracht een aanzienlijke collectie oude boeken en handschriften bijeen, waarvan hij er enkele publiceerde. Hij was de eerste die een boek wijdde aan de slachtoffers van de Bloedraad van de hertog van Alva (Sententien 1735).

## Veiling 1750
Enkele maanden na zijn dood vond op 7 september 1750 in Amsterdam een veiling van zijn collectie plaats. Veilinghouders waren Salomon en Petrus Schouten & Dendrik Vieroot & Jan (II) Roman & Joannes Gysius. De collectie van Jacob Marcus, die op deze veiling werden aangeboden omvatte enkele topstukken:

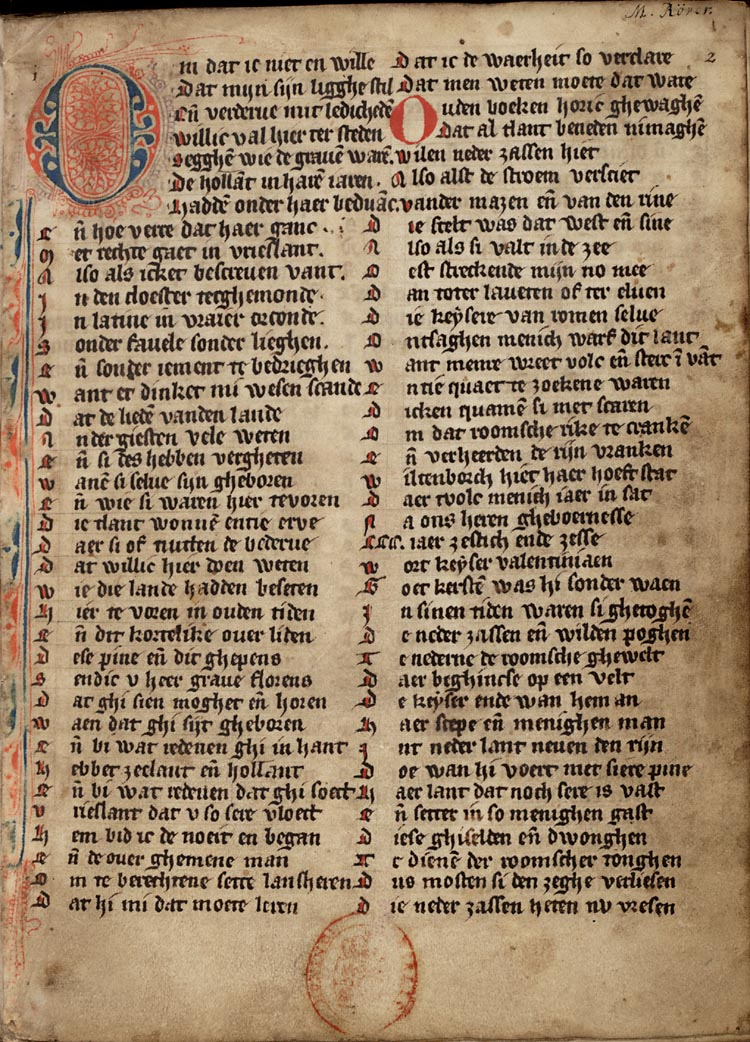
Eerste bladzijde van de Rijmkroniek van Melis Stoke

- Rym-Kronyk van Melis Stoke bekend voor het Oudste Handschrift dat van hem gevonden wordt / en ten opzicht van Taal en Spelling op verscheide plaatsen met den druk van Dousa verschillende; mitsgaders een Afschrift van het zelve Werk met Aantekeningen van den Heer Jacob Marcus, als mede de Privelegie der Ed. Er. Mog. Heeren Staaten van Holland en Westfriesland die zelven verleend om het in 't Licht te geeven *) / alles in een koop. Dit handschrift werd door Pieter van Loo aan een boekenkraam in Amsterdam gekocht, waar het uit de boedel van een predikant was terechtgekomen. Hij schonk het aan zijn vriend Simon Schijnvoet (1652-1727), bouwmeester, tekenaar, graveur en verzamelaar van oudheden, die het aan Pieter van Loo, die het hem had geschonken, bij testament vermaakte. Op de veiling-Pieter van Loo werd het in 1731 toegewezen aan Jacob Marcus. Op de veiling-Jacob Marcus werd het in 1750 door de Amsterdamse letter- en taalkundige Balthazar Huydecoper (1695-1778) gekocht. In 1779 kwam het op de veiling-Balthazar Huydecoper in het bezit van M. Röver (1719-1803), wiens bibliotheek in 1806 te Amsterdam onder de hamer kwam. Op de veiling-M. Röver werd het door de Koninklijke Bibliotheek te 's-Gravenhage gekocht.
- Rijmkroniek van Jan van Heelu. Bijna zeker is dit het handschrift, dat volgens C. Butkens omstreeks 1640 in het stadhuis te Brussel werd bewaard. Daar dat handschrift nadien was verdwenen, vermoedden sommigen dat het in 1695 bij het bombardement van Brussel of in 1731 in de brand van het koninklijk paleis was verloren gegaan. Zulks was gelukkig niet zo. In 1688 kwam het in het bezit van Aegidius Carolomannus Nys. Daarna behoorde het toe aan de geschiedschrijver en bibliograaf I. le Long (1683-na 1762), wiens bibliotheek in 1744 te Amsterdam werd geveild. Op die veiling werd het gekocht door Jacob Marcus, een Amsterdams koopman en verzamelaar van oudheden, wiens bibliotheek in 1750 te Amsterdam onder de hamer kwam. Op de veiling-Jacob Marcus werd het aan Balthazar Huydecoper (1695-1778), een Amsterdams taal- en letterkundige, toegewezen. In de auctiecatalogus-Balthazar Huydecoper komt het handschrift niet voor. Op 12 september 1779, enkele maanden na de veiling, die op 29 maart 1779 en volgende dagen plaatshad, werd het door Hendrik van Wijn (1740-1831) van de erfgenamen van Balthazar Huydecoper gekocht. Na de dood van Hendrik van Wijn kwam het handschrift in de Koninklijke Bibliotheek te 's-Gravenhage.
- Chronyk van Holland van den Klerk uit de laage Landen by der Zee: nooit voorheen gedrukt. Met eenige aanteekeningen zoo van P. Scriverius als van den uitgever [P. van Mieris], Leiden, 1740, p. 170-171.
- Rijmkroniek van Klaas Kolijn, gedateerd 1670.[1]

## Publicatie
- 1735 Sententien en indagingen van den hertog van Alba, uitgesproken en geslagen in zynen bloedraedt, mitsgaders die van byzondere steden, tegen verscheiden zo edellieden als voornaeme burgers en inwoonders van Hollandt, Zeelandt en andere provincien, van den jaere 1567 tot 1572 ; mitsgaders een aenhangsel van authentike stukken, spruitende uit deselve sententien, nu eerst in 't licht gegeeven na het oorspronkelyk handtschrift door Jacob Marcus. Te Amsterdam : by Hendrik Vieroot, 1735.